# Honnefer Modell
Das Honnefer Modell war ein Vorläufer des heutigen Bundesausbildungsförderungsgesetzes (BAföG) zur finanziellen Unterstützung von Studenten während ihres Studiums. Es wurde 1955 von einer Konferenz in Honnef beschlossen und zum Wintersemester 1957/58 offiziell eingeführt. Wie beim heutigen BAföG bestand die Förderung anteilig aus Stipendien und Darlehen, jedoch bestand kein Rechtsanspruch. Bis zur Ablösung des Honnefer Modells durch das BAföG 1971 kamen jährlich etwa 15 bis 19 Prozent der damaligen Studenten in den Genuss der Förderung.

## Vorgeschichte
Die Diskussion um eine Neuordnung der Studienförderung begann 1952, nachdem die erste Sozialerhebung der Studentenwerke aufgezeigt hatte, dass die Studenten kaum vom einsetzenden Wirtschaftswunder profitierten und auch nur unzureichend von den bis dato bestehenden Sozialleistungen erreicht wurden.
Noch im gleichen Jahr beschlossen Westdeutsche Rektorenkonferenz, Hochschulverband und Studentenwerke die Einberufung einer gemeinsamen Hochschulkonferenz, zu deren Vorbereitung ein „Ständiger Ausschuss für Studentenfragen“ eingesetzt wurde. Die Konferenz fand im Oktober 1955 in Honnef statt und wurde gemeinsam von WRK und Kultusministerkonferenz ausgerichtet. Im Vorfeld der Konferenz hatten mehrere Studenten- und Hochschulorganisationen Vorschläge unterbreitet. So hatte sich der Sozialistische Deutsche Studentenbund (SDS) 1953 für ein eltern- und einkommensunabhängiges „Studienhonorar“ für alle Studenten sowie ein „umfassendes studentisches Arbeitshilfsprogramm“ ausgesprochen, der Liberale Studentenbund (LSD) dagegen für eine großzügige Darlehensvergabe durch eine neu zu gründende Bundesdarlehnskasse sowie Steuererleichterungen für Studenten, WRK und Hochschulverband orientierten sich vor allem am Modell der Studienstiftung des deutschen Volkes und legten besonderen Wert auf die Begabung bzw. Eignung der Studenten. Der Verband Deutscher Studentenschaften (VDS) plädierte ähnlich wie die Studentenwerke für einen Mix aus Stipendien und Darlehen sowie für einen Ausbau der indirekten Hilfen (Wohnheime, Mensen u. ä. Vergünstigungen). Als wichtigster Vordenker auf Seiten der Studenten galt der damalige VDS-Sozialexperte Theo Tupetz.
Nach der Verabschiedung des Modells durch die Honnefer Konferenz im Herbst 1955 dauerte es noch fast zwei Jahre bis zu seiner Umsetzung. Erst nachdem der VDS im Jahr der Bundestagswahl 1957 erstmals mit Vorlesungsstreiks gedroht hatte, wurden die benötigten Haushaltsmittel vom Bundestag bereitgestellt.

## Ausgestaltung

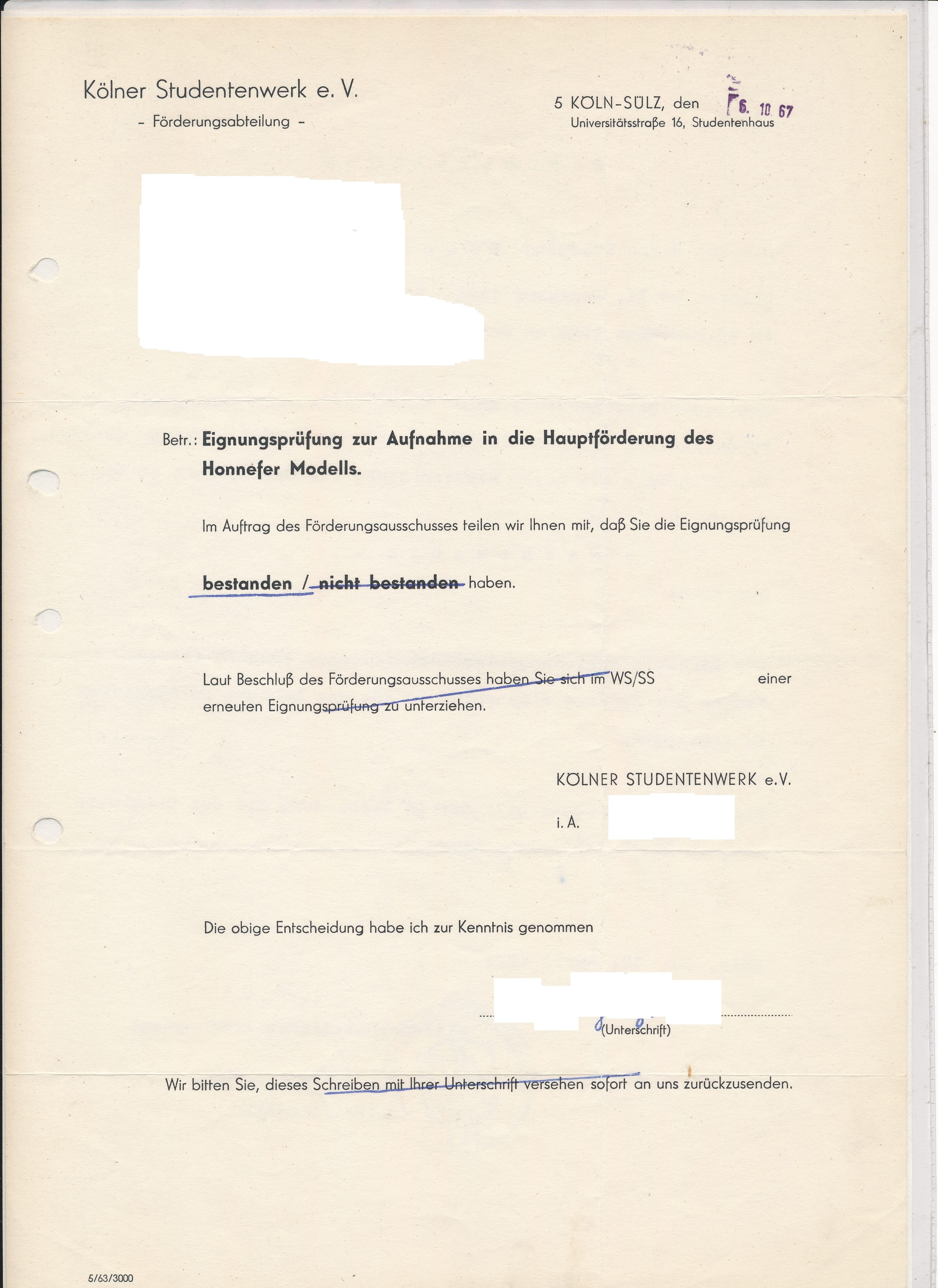
Bescheinigung über die Aufnahme in die Hauptförderung des Honnefer Modells

Anders als beim heutigen BAföG beruhte das Honnefer Modell nicht auf einer gesetzlichen Regelung, sondern lediglich auf gemeinsam vereinbarten Förderrichtlinien des Bundes und der einzelnen Länder, die sich auch in die Kosten teilten. Erst 1964 wurde ein förmliches Verwaltungsabkommen geschlossen. Außerdem galt das Honnefer Modell nur für die Studierenden an „wissenschaftlichen Hochschulen“, d. h. Universitäten und gleichgestellten Hochschulen. Für die übrigen Hoch- und höheren Fachschulen wurde 1958 das Rhöndorfer Modell beschlossen, das ähnlich aufgebaut war, jedoch von den Ländern allein finanziert wurde.
Über die Aufnahme in die Förderung entschieden Förderungsausschüsse der Hochschulen, im Gegensatz zum BAföG bestand kein Rechtsanspruch auf Förderung. Mit der Auszahlung wie auch der späteren Rückforderung des Darlehensanteils waren die jeweiligen Studentenwerke betraut.
Nach dem Vorbild der Studienstiftung teilte sich das Honnefer Modell in eine Anfangs- und eine Hauptförderung. Die Anfangsförderung war auf die Vorlesungszeiten der ersten drei Semester beschränkt und betrug anfangs maximal 150 DM monatlich; die Semesterferien mussten weiterhin durch eigene Werkarbeit bestritten werden. Nach Ablauf der Anfangsförderung war eine erneute Bewerbung auf Übernahme in die Hauptförderung erforderlich, wofür Leistungsnachweise, Vorprüfungszeugnisse oder Gutachten von Hochschullehrern vorgelegt werden mussten. Die Hauptförderung umfasste auch die vorlesungsfreie Zeit, betrug max. 200 DM und wurde je zur Hälfte als Stipendium und als rückzahlbares Darlehen gezahlt.

## Weiterentwicklung und Ablösung durch das BAföG
Nach der Einführung des Honnefer Modells lag die Quote der geförderten Studenten bei knapp 20 Prozent (1958/59: 19,2 %), sank dann aber bis 1963 auf unter 15 Prozent. Da die Fördersätze und Elternfreibeträge bald hinter der Preisentwicklung zurückblieben, nahm auch das Werkstudententum nach einem vorübergehenden Rückgang wieder dramatische Ausmaße an. Zudem wurde die unklare Rechtsgrundlage der Förderung bemängelt.
Der VDS drängte daher schon seit Beginn der 1960er Jahre auf die Verabschiedung eines Ausbildungsförderungsgesetzes und fand dabei die Unterstützung sowohl der Rektorenkonferenz wie auch der damaligen SPD-Opposition. Jedoch dauerte es noch bis zum Amtsantritt der sozialliberalen Bundesregierung unter Willy Brandt, ehe das BAföG 1969 zunächst für Schüler und 1971 für den Hochschulbereich eingeführt wurde.

### Darstellungen
- Klaus Meschkat: Was ist dem Staat der Nachwuchs wert? Die Auseinandersetzung um das Modell einer allgemeinen Studentenförderung in der Bundesrepublik und Westberlin, Bonn 1960.
- Uwe Rohwedder: Kalter Krieg und Hochschulreform. Der Verband Deutscher Studentenschaften in der frühen Bundesrepublik (1949–1969). Essen 2012, ISBN 978-3-8375-0748-5.
- Theresa Scanlon: Student aid in Western Germany 1945–1971. A study with particular reference to the Honnef scheme. Köln 1993, ISBN 3-412-05891-2.
- Gerda Stephany: Das Honnefer Modell, Berlin 1968. (Volltext; PDF; 3,8 MB).